# Johann Amandus Winck

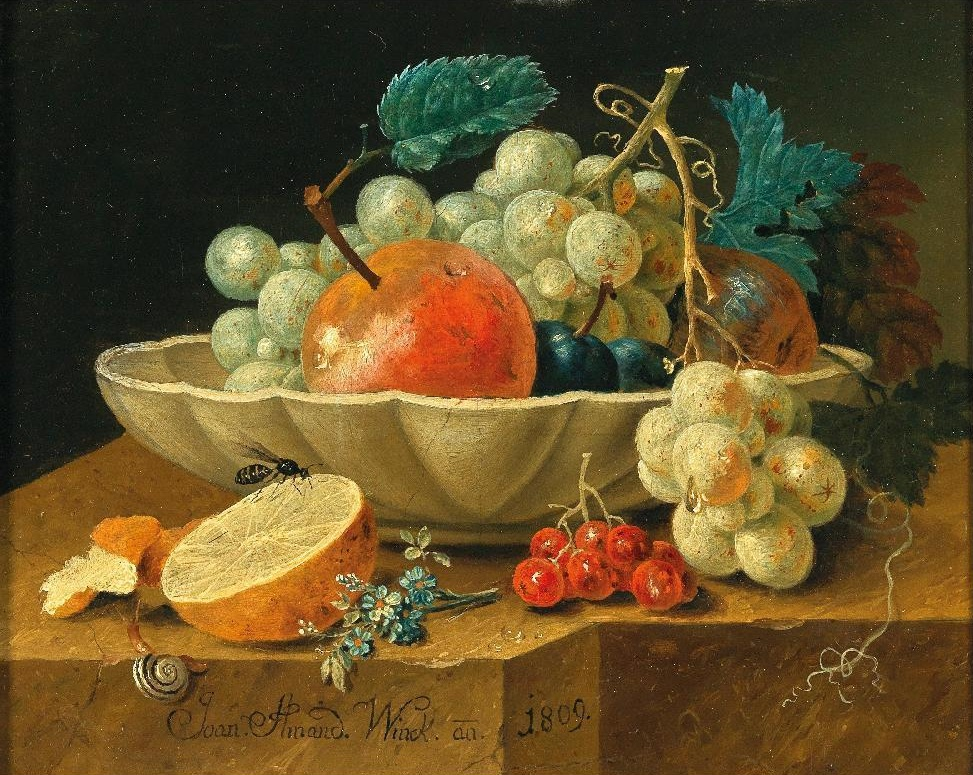
Stillleben mit Früchten

Johann Wolfgang Amandus Winck (auch Wink, * 1748 oder 1754 in Eichstätt; † 1817 in München) war ein deutscher Blumenmaler der niederländischen Schule.
Geboren wurde er als Sohn des Malers Johann Chrysostomus Winck (1725–1795) und Bruder des Priesters Josef Willibald Winck (1756–1800).
Winck besuchte die Koninklijke Academie voor Schone Kunsten in Antwerpen, gemeinsam mit Pieter Faes (1750–1814), wo sie von den Werken von Jan van Huysum (1682–1749) beeinflusst wurden.
Nach dem Studium in Niederlanden kehrte er nach München zurück und blieb dort lebenslang tätig.
Seine Blumenstillleben zeigten nicht nur Blumen, sondern auch Früchte, Raupen, Schnecken, Schmetterlinge, Käfer und Fliegen sowie Papagaien, Mäuse und Kaninchen.